# Joseph LeConte
Joseph LeConte o Le Conte (Contea di Liberty, 26 febbraio 1823 – Yosemite Valley, 6 luglio 1901) è stato un geologo statunitense.

## Biografia
Studiò nel Franklin College di Athens diplomandosi nel 1841 e laureandosi a New York in medicina nel 1845. Successivamente frequentò anche l'Università Harvard per studiare scienze naturali con il professor Louis Agassiz.
In un'escursione con i professori Hall e Agassiz nelle montagne di Helderberg, nello Stato di New York, sviluppò un vivo interesse per la geologia. Laureato in questa disciplina alla Harvard, LeConte nel 1851 accompagnò Agassiz per studiare la conformazione delle coste della Florida. Al ritorno divenne professore di scienze naturali nell'Università di Midway, in Georgia e dal dicembre 1852 al 1856 insegnante di scienze naturali e geologia nel Franklin College di Athens. Dal 1857 al 1869 insegnò chimica e geologia nell'Università della Carolina del Sud.
Durante la Guerra civile americana LeConte continuo a insegnare occupandosi anche di produzione di farmaci e di esplosivi per gli Stati confederati conservando, dopo la vittoria degli Stati dell'Unione, il suo incarico di insegnante. Nel 1869 fu in California per organizzare l'Università di quello stato insieme con il fratello John. Vi fu nominato professore di geologia e scienze naturali, incarico che conservò fino alla morte.
Pubblicò una serie di scritti di psicologia e sulla visione monoculare e binoculare, ma le sue produzioni più importanti riguardano la geologia, occupandosi dei movimenti della crosta terrestre e della faglia californiana. Pubblicò Religione e scienza nel 1874, gli Elementi di Geologia nel 1878 ed Evoluzione, la sua storia, dimostrazioni e relazione con il pensiero religioso nel 1888. Nel 1874 divenne membro dell'Accademia Nazionale delle Scienze, presidente dell'American Association for the Advancement of Science nel 1892 e della Società Geologica d'America nel 1896.
Il 14 gennaio 1846 sposò Caroline Nisbet da cui ebbe quattro figli. È sepolto presso il Mountain View Cemetery di Oakland.